# Alicja Wleciał
Alicja Wleciał – siatkarka AZS-AWF Warszawa i wieloletnia trenerka AZS UW. Obecnie nauczyciel i dyrektor ds. studenckich w Studium Wychowania Fizycznego i Sportu na Uniwersytecie Warszawskim. W 2002 roku na wniosek Ministra Edukacji Narodowej i Sportu, za wzorowe, wyjątkowo sumienne wykonywanie obowiązków wynikających z pracy zawodowej została odznaczona Brązowym Krzyżem Zasługi przez Prezydenta RP Aleksandra Kwaśniewskiego. W roku akademickim 2013/2014 otrzymała tytuł "Nauczyciela Akademickiego Roku".